# Sant'Agata di Militello
Sant'Agata di Militello es una localidad italiana de la provincia de Mesina, región de Sicilia, con 13.102 habitantes.

Ubicación de la ciudad de Sant'Agata di Militello dentro de la provincia de Mesina.

## Evolución demográfica
| Gráfica de evolución demográfica de Sant'Agata di Militello entre 1861 y 2001 |
|                                                                               |
| Fuente ISTAT - Elaboración gráfica por parte de Wikipedia                     |